# Slapšak
Slapšak je priimek več znanih Slovencev:
- Blaž Slapšak (1937), arhitekt
- Božidar Slapšak (1917—2005), duhovnik
- Božidar Slapšak (*1949), arheolog, univ. profesor
- Ciril Slapšak (*1943), duhovnik salezijanec
- Julij Slapšak (1874—1951), šolnik, mladinski pisatelj in publicist
- Julij Slapšak (1901—1985), izseljenski duhovnik v ZDA
- Matic Slapšak, kritik, publicist, pravljičar
- Svetlana Slapšak (*1948), kulturna antropologinja, doktorica antičnih študij
- Urška Slapšak (*1989), biokemičarka